# Dendrophryniscus stawiarskyi
Espèce
Statut de conservation UICN

 DD  : Données insuffisantes
Dendrophryniscus stawiarskyi  est une espèce d'amphibiens de la famille des Bufonidae.

## Répartition
Cette espèce est endémique de l'État du Paraná au Brésil. Elle se rencontre à Bituruna vers 980 m d'altitude.

## Description
Le mâle mesure 22 mm

## Étymologie
Cette espèce est nommée en l'honneur de Victor Stawiarsky.

## Publication originale
- Izecksohn, 1994 "1993" : Três novas espécies de Dendrophryniscus Jiménez de la Espada das regiões sudeste e sul do Brasil (Amphibia, Anura, Bufonidae). Revista Brasileira de Zoologia, vol. 10, no 3, p. 473-488 (texte intégral).